# 72 Seasons
72 Seasons este al unsprezecelea album studio al formației americane de heavy metal, Metallica. Albumul a fost lansat pe 14 aprilie, 2023, și este al doilea album studio, de către casa de discuri, Blackened Recordings.

## Titlu
Pe 28 noiembrie 2022, Hetfield a explicat însemnătatea numelui albumului:
72 anotimpuri. Primii 18 ani din viețile noastre care formează adevăratul sau falsul sine. Conceptul prin care părinții noștri ne-au spus „cine suntem”. O posibilă clasificare a personalității noastre. Cea mai interesantă parte a acestui studiu continuu a învățămintelor de bază căpătate și felul în care afectează percepțiile asupra lumii de astăzi. Marea parte a vieții de adult este o punere în scenă sau o reacție a experiențelor căpătate în copilărie. Prizonieri ai copilăriei sau evadări față de legăturile pe care le purtăm.

## Lista cântecelor
| 72 Seasons track listing |                          |                                         |         |  |
| Nr.                      | Titlu                    | Autor(i)                                | Lungime |  |
| 1.                       | „72 Seasons”             | James Hetfield Lars Ulrich Kirk Hammett | 7:39    |  |
| 2.                       | „Shadows Follow”         | Hetfield Ulrich                         | 6:12    |  |
| 3.                       | „Screaming Suicide”      | Hetfield Ulrich Robert Trujillo         | 5:30    |  |
| 4.                       | „Sleepwalk My Life Away” | Hetfield Ulrich Trujillo                | 6:56    |  |
| 5.                       | „You Must Burn!”         | Hetfield Ulrich Trujillo                | 7:03    |  |
| 6.                       | „Lux Æterna”             | Hetfield Ulrich                         | 3:22    |  |
| 7.                       | „Crown of Barbed Wire”   | Hetfield Ulrich Hammett                 | 5:49    |  |
| 8.                       | „Chasing Light”          | Hetfield Ulrich Hammett                 | 6:45    |  |
| 9.                       | „If Darkness Had a Son”  | Hetfield Ulrich Hammett                 | 6:36    |  |
| 10.                      | „Too Far Gone?”          | Hetfield Ulrich                         | 4:34    |  |
| 11.                      | „Room of Mirrors”        | Hetfield Ulrich                         | 5:34    |  |
| 12.                      | „Inamorata”              | Hetfield Ulrich                         | 11:10   |  |
| Lungime totală:          | Lungime totală:          | Lungime totală:                         | 77:14   |  |